# クリスピアーノ
クリスピアーノ（イタリア語: Crispiano）は、イタリア共和国プッリャ州ターラント県にある、人口約1万4000人の基礎自治体（コムーネ）。

## 地理

### 位置・広がり

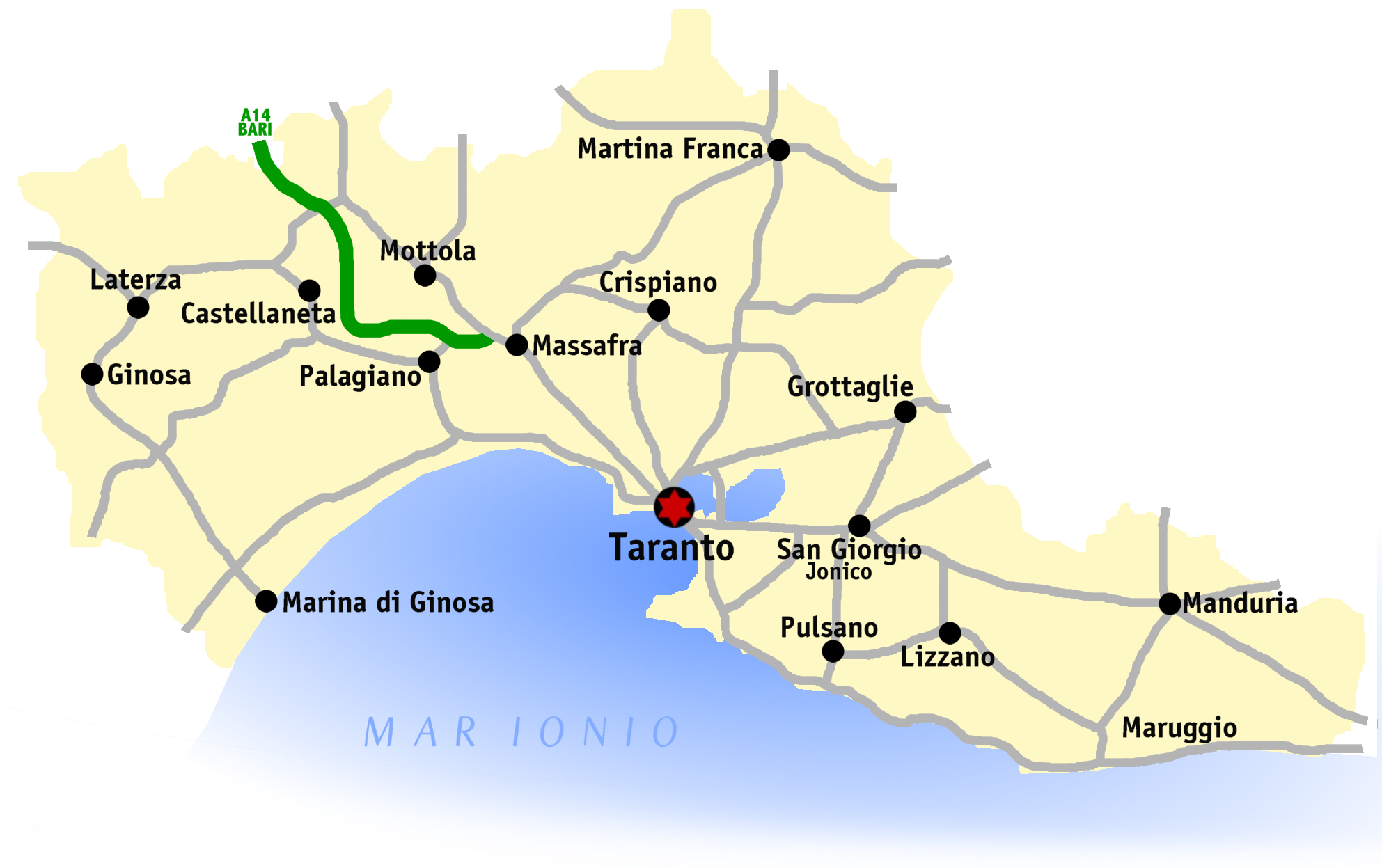
ターラント県概略図

ターラント県中部に位置するコムーネである。

#### 隣接コムーネ
隣接するコムーネは以下の通り。
- マルティーナ・フランカ - 北東
- グロッターリエ - 東
- モンテメーゾラ - 南東
- スタッテ - 南
- マッサフラ - 西